# 資源配分
資源配分（しげんはいぶん）とは経済学用語の一つで、ある条件下の限られた資源が誰に何の目的としてどのようにして配分されるかという、経済学の基本的な課題を表す概念である。労働力や資本、土地など利用可能な資源をさまざまな用途に配分する。経済全体の文脈では、資源は市場や経済計画など、さまざまな手段を通じて配分される。プロジェクトマネジメントの分野ではリソース割り当てまたはリソース管理とも呼ばれ、リソース(資源)の確保と時間の制約の両面を考慮しながら、工程のスケジュールとリソースの要求を行うことである。

## 概要
ライオネル・ロビンズなど経済学者の中には、経済学は資源配分の問題を解決することが目的であると定義している者も存在する。市場経済が主となる現代では、資源配分の問題は需要と供給による価格変動などといった市場原理のバランスに任せて解決している状態である。これに対して国家の物財バランスに基づいた計画によって配分される状態を計画経済と呼び、社会主義の国で主に採用される。
グローバリズムに伴う貿易自由化の流れは、基本的に効率的な資源配分を促すものであるといわれる。

## 経済学
経済学における財政の分野では、資源配分、経済安定化、富の再分配の3つの分野を取り扱う。資源配分に関する研究の多くは、特定の資源を配分するメカニズムによってパレート効率性をもたらすような条件を発見することに注力している。パレート効率性とは、あるの集団内で誰かの効用(満足度)を犠牲にしなければ他の誰かの効用を高めることができないような状態のことである。 

## 戦略計画
戦略計画においては、資源配分とは、人材など利用可能な資源の用途に関する将来の目標達成のため計画のことである。 これは、さまざまなプロジェクトまたは事業部門との間で希少なリソースを割り当てるプロセスである。 
資源配分の問題を解決するためのアプローチは、手動的アプローチやアルゴリズム的アプローチ(下記参照)、または両方を組み合わせたアプローチなど、多数存在する。 

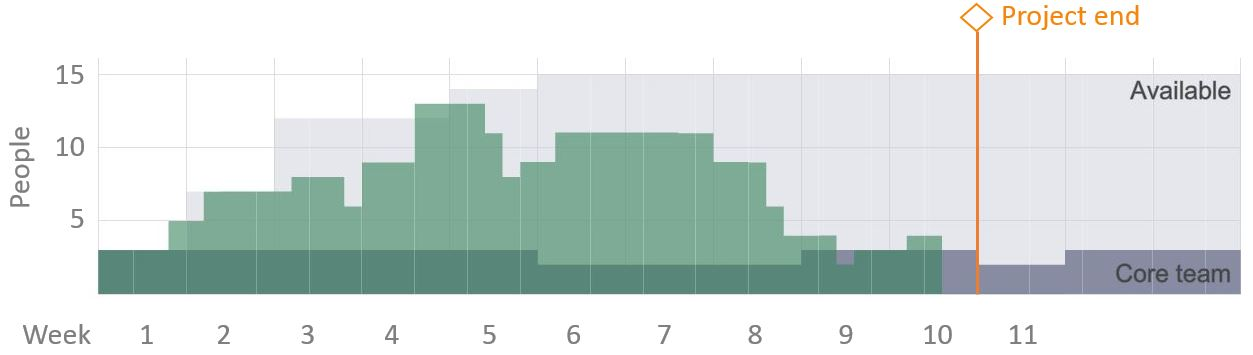
リソースレベリングは、プロジェクトに関する資源のヒストグラムを最適化する

資源配分には偶発的な決定方法が存在する場合がある。例えば、配分計画から除外されたものの資源がさらに利用できる場合に割り当てられるべき項目に優先順位付ける方法がある。逆に、配分計画に含まれているものの資源をさらに削減する場合に犠牲にすべき項目に優先順位付ける方法もある。 

## アルゴリズム
資源を自動的かつ動的に配分するような特定ドメインのコンピュータープログラムを使用することで資源配分を行うことができる。 
特に、ルーティングや通信に特化した電子デバイスで一般的にみられる。例えば、 無線通信のチャネル割り当ては基地局で適切なアルゴリズムを使用することで決定される。
オンラインオークションビジネスモデル (オークション理論も参照)のように、応募者が「お金」のバランスに応じて最適な資源に入札されるような資源がある。エマニュエル・ヤルテボイ・アナンによる研究では、これが資源配分の分野でとても重要だと指摘している。
一部のCPUタイムスライスの割り当てに関する論文 ではオークションアルゴリズムが比例共有スケジューリングと比較されている。 